# Bulgaria en los Juegos Olímpicos de Pekín 2008
Bulgaria estuvo representada en los Juegos Olímpicos de Pekín 2008 por un total de 70 deportistas que compitieron en 15 deportes.  
El portador de la bandera en la ceremonia de apertura fue el nadador Petar Stoichev.

## Medallistas
El equipo olímpico búlgaro obtuvo las siguientes medallas:
| Nombre           | Deporte            | Competición        |
| ---------------- | ------------------ | ------------------ |
| Oro              |                    |                    |
| Rumiana Neikova  | Remo               | Scull ind. (W1x) F |
| Plata            |                    |                    |
| Stanka Zlateva   | Lucha libre        | 72 kg F            |
| Bronce           |                    |                    |
| Yavor Yanakiev   | Lucha grecorromana | 74 kg M            |
| Radoslav Velikov | Lucha libre        | 55 kg M            |
| Kiril Terziev    | Lucha libre        | 74 kg M            |